# Pimenta Bueno
Pimenta Bueno est une municipalité brésilienne située dans l'État du Rondônia.